# Lijst van afleveringen van SpongeBob SquarePants (seizoen 9)
Dit is een Lijst van afleveringen van seizoen 9 van SpongeBob SquarePants. Dit seizoen telt 26 afleveringen. De eerste aflevering van dit seizoen werd op 21 juli 2012 in de Verenigde Staten uitgezonden.
Het is het eerste seizoen van SpongeBob SquarePants dat geproduceerd is in HD. En worden de afleveringen geproduceerd en uitgezonden in breedbeeld (16:9), de oorspronkelijke beeldverhouding van high-definition.
| Aflevering (seizoen) | Aflevering (serie) | Titel | Eerste uitzenddatum                 |
| -------------------- | ------------------ | --- | ----------------------------------- |
| 1                    | 179                | Extreme Spots (Extreme pokken) Gast: Johnny Knoxville als Johnny Krill Squirrel Record (Het eekhoornrecord) | 21 juli 2012                        |
| 2                    | 180                | Patrick-Man (De Patrickman) Gary's New Toy (Het balletje van Gerrit) | 27 oktober 2012 14 oktober 2012     |
| 3                    | 181                | License to Milkshake (De milkshake-vergunning) Squid Baby (De inktvis baby) | 7 september 2012 3 september 2012   |
| 4                    | 182                | Little Yellow Book (De dagboekcrimineel) - Incidenteel personage Sprat Morty wordt vertolkt door Ajolt Elsakkers. Bumper to Bumper (Bumper aan bumper) | 2 maart 2013 17 november 2012       |
| 5                    | 183                | Eek, an Urchin! (Aaaah, zee-egel) Squid Defense (De karatemeester) | 27 oktober 2012 1 januari 2013      |
| 6                    | 184                | Jailbreak! (De ontsnapping) Evil Spatula (De keukenspetter!) | 16 maart 2013 9 maart 2013          |
| 7                    | 185                | It Came from Goo Lagoon (Goe Ballen) "SpongeBob vs. the Goo" (Promotietitel) | 17 februari 2014                    |
| 8                    | 186                | Safe Deposit Krabs (De bonus) Plankton's Pet (Spot!) | 25 mei 2013 19 januari 2013         |
| 9                    | 187                | Don't Look Now (Niet kijken!) Séance Shméance (Rusty Rikkens) | 14 oktober 2013                     |
| 10                   | 188                | Kenny the Cat (Kenny de Kat) Yeti Krabs (De Yeti-krab) | 29 maart 2014 29 maart 2015         |
| 11                   | 189                | SpongeBob You're Fired (SpongeBob vliegt de laan uit) | 11 november 2013                    |
| 12                   | 190                | Lost in Bikini Bottom (Verdwaald in Bikinibroek) Tutor Sauce (Leraar Saus) | 16 juli 2015                        |
| 13                   | 191                | Squid Plus One (Octo plus één) - In deze aflevering werd de stem van SpongeBob ingesproken door Jurjen van Loon, omdat Lex Passchier ziek was. The Executive Treatment (De leidinggevende behandeling) - In deze aflevering werd de stem van SpongeBob ingesproken door Jurjen van Loon, omdat Lex Passchier ziek was. | 7 september 2015                    |
| 14                   | 192                | Company Picnic (Bedrijfspicknick) - In deze aflevering werd de stem van SpongeBob ingesproken door Jurjen van Loon, omdat Lex Passchier ziek was. Pull Up a Barrel (Ga erbij zitten) - In deze aflevering werd de stem van SpongeBob ingesproken door Jurjen van Loon, omdat Lex Passchier ziek was.                   | 25 september 2015 18 september 2015 |
| 15                   | 193                | Sanctuary! (Opvangcentrum!) What's Eating Patrick? (Wat eet Patrick op?) | 16 oktober 2015 2 oktober 2015      |
| 16                   | 194                | Patrick! The Game (Patrick! Het spel) The Sewers of Bikini Bottom (Het riool van Bikinibroek) | 11 november 2015                    |
| 17                   | 195                | SpongeBob LongPants (Spongebob Longpants) Larry's Gym (Sportschool Leendert) | 15 februari 2016                    |
| 18                   | 196                | The Fish Bowl (De vissenkom) Married to Money (Getrouwd met geld) | 2 mei 2016 3 mei 2016               |
| 19                   | 197                | Mall Girl Pearl (Parel het winkelmeisje) Two Thumbs Down (Twee duimen omlaag) | 12 maart 2016                       |
| 20                   | 198                | Sharks vs. Pods (Haaien tegen inktvissen) CopyBob DittoPants (IdemBob DitoPants) | 4 mei 2016 5 mei 2016               |
| 21                   | 199                | Sold! (Verkocht!) Lame and Fortune (Stom en rijkdom) | 6 mei 2016 11 juli 2016             |
| 22                   | 200                | Goodbye, Krabby Patty? (Vaarwel Krabburger?) "Factory Fresh" (Oorspronkelijke titel) | 20 februari 2017                    |
| 23                   | 201                | Sandy's Nutmare (De nootmerrie van Sandy) Bulletin Board (Bulletinbord) | 12 juli 2016 1 oktober 2016         |
| 24                   | 202                | Food Con Castaways (Eetcongres-breukelingen) Snail Mail (Slakkenmail) | 13 juli 2016 22 oktober 2016        |
| 25                   | 203                | Pineapple Invasion (Ananas invasie) Salsa Imbecilicus (Salsa Imbecilicus) | 14 juli 2016 15 juli 2016           |
| 26                   | 204                | Mutiny on the Krusty (Krokante muiterij) The Whole Tooth (De Waartand) "The Tooth, the Whole Tooth, and Nothing But the Tooth" (Oorspronkelijke titel) | 8 oktober 2016 3 december 2016      |